# Tri-Cities (Washington)
A Tri-Cities három, az USA Washington államában elhelyezkedő település (a Benton megyei Kennewick és Richland, valamint a Franklin megyei Pasco) összefoglaló neve. A térség részét képezi még a Benton megyei West Richland és Finley, valamint a Walla Walla megyei Burbank. Az agglomerációs körzetnek a 2010. évi népszámlálási adatok alapján 253 340 lakosa van.
Az 1980-as években két kísérlet is volt a Tri-Cities körzet városainak összevonására: először mindhármat, később már csak Kennewicket és Richlandet kívánták egyesíteni. A javaslatokat csak Richlandben támogatták.

## Története

### Létrejötte
Pasco 1891-ben, Kennewick 1904-ben, Richland pedig 1910-ben kapott városi rangot. A hanfordi nukleáris komplexum megnyitása után Richlandet megvásárolta a kormány, a lakásokat pedig bérbeadták. A lakosok egy része saját ingatlant szeretett volna, így a városból kiválva megalapították West Richlandet, amely a richlandi önkormányzat igyekezete ellenére 1955-ben városi rangot kapott.

### 20. század
A hanfordi nukleáris komplexum 1943-ban nyílt meg a Manhattan terv részeként. Richland három éjszaka leforgása alatt lett a térség legnagyobb városa, a Columbia Gimnázium kabalája pedig a gombafelhőt mintázó „Bombázó” lett. A növekvő lakosság kiszolgálására 1970-ben Kennewickben új iskola létesült. A térség gazdasága továbbra is növekedett, azonban a nukleáris komplexum finanszírozásának csökkentésével sok képzett személy vált munkanélkülivé és költözött el. A kennewicki Columbia Center Mall 1969-ben nyílt meg.
Az Interstate 182 Lee-Volpentest hídjának 1984-es megnyitásával Pasco megközelítése egyszerűbbé vált. A hidegháború végén a helyiek attól féltek, hogy a hanfordi komplexumot bezárják, ezáltal a térség kísértetvárossá válik. Az USA energiahivatala később a komplexum hulladéktározóvá való átalakítása mellett döntött. Az 1990-es években megjelenő cégek segítettek a nukleáris komplexumtól való függőség csökkentésében.

### 21. század
A kétezres években több száz ember dolgozott a hanfordi komplexum megtisztításán. A később ideköltözők miatt megnyitott Chiawana Gimnázium 2019-ben az ország legnagyobb ilyen intézménye volt.
A helyi gazdaság a 2009-es helyreállítási törvénynek köszönhetően a 2000-es gazdasági válság során is növekedett.

## Gazdaság

### A nukleáris komplexum
A hanfordi komplexumban a nukleáris fegyverekhez szükséges plutóniumot állították elő. A kormány a 45 000 munkásnak ideiglenes barakkokat hozott létre, míg a személyzet többi tagját Richlandben szállásolták el. A népességrobbanás egyetlen éjszaka alatt következett be, azonban a hanfordi létesítmény céljára csak Nagaszaki bombázását követően derült fény (a Fat Manhez szükséges plutóniumot Hanfordban állították elő). A komplexum a hidegháború során is üzemelt, a Szovjetunió 1991-es felbomlása óta pedig környezetvédelmi feladatokat lát el.
A kétszázmillió liternyi nukleáris hulladék üveggé alakítása napi 1,4 millió dollárba kerül. Az első számítások szerint 2,8 milliárd dollárból öt év alatt megtisztították volna a létesítményt, azonban az 1990-es évek elején már harminc évvel és 50 milliárd dollárral terveztek. A mai számítások szerint a 112 milliárd dolláros takarítás 2065-ben érhet végre.

### Az atomerőmű
Az USA északnyugati régiójának egyetlen atomerőműve Richlandtől 16 kilométerre fekszik. A létesítményben élettartam-növelő beruházást hajtottak létre, így 2043-ig üzemelhet.
Az erőmű megépítése kilenc évet vett igénybe. Az üzemeltető Washington Public Power Supply System (WPPSS) a negatív v 1998-ban nevét Energy Northwestre változtatta, mivel a WPPSS rövidítést sokan „whoops” („upsz”) formában említették. Mivel a négyes és ötös blokkok nem termeltek áramot, ezek építését leállították. A WPPSS-t 2,5 milliárd dollár (felhasználónként 12 ezer dollár) kötbér megfizetésére kötelezték a finanszírozók felé; a tartozást csak tíz évvel később egyenlítették ki.
Az erőmű által termelt 1190 megawattnyi energia Seattle ellátására elég; a megtermelt áram a Washingtonban előállított energia tíz százaléka, illetve az északnyugati régióban felhasznált áram négy százaléka. A létesítmény a szeizmikus mozgások, valamint a terrortámadások ellen megfelelő személyi és tárgyi védelemmel rendelkezik.

### Mezőgazdaság
A Columbia-völgyben 160 borászat található; az iparágnak Benton megyében évi egymilliárd dollár bevétele van. Némely borászat (például a Goose Ridge Estate Winery, a Preston Premium Wines és a Tagaris Winery) túrákat is szervez; az eseményeket összefoglaló néven The Heart of Washington Wine Countryként említik.
A ConAgra, Tyson Foods és Broetje gyümölcstermesztők a régió 20 legnagyobb foglalkoztatója között vannak. A régió munkalehetőségeinek 9,5%-át a mezőgazdaság adja.
2012-ben a régió alma-, szőlő- és répatermesztő vidékei közt a térség az első helyet érte el. Washington állam 39 500 farmjából 2521 a Tri-Cities körzetben található.

### Gasztronómia

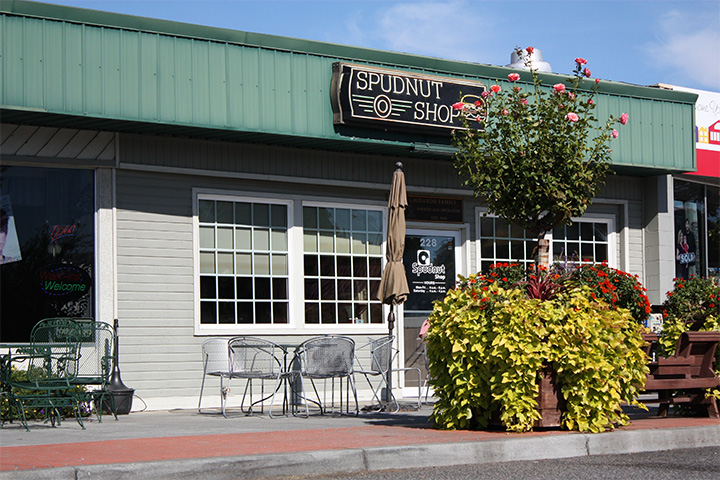
A Spudnut Shop

Az 1948 óta családi vállalkozásként üzemelő Spudnut Shop a korábban a Travel Channelen is szereplő fánkbolt. A szintén családi vállalkozásként üzemelő Carnine’s egy 1929-ben épült házban működő olasz étterem. A Monterosso’s olasz étterem egy vasúti kocsiban működik.

### Sörfőzdék

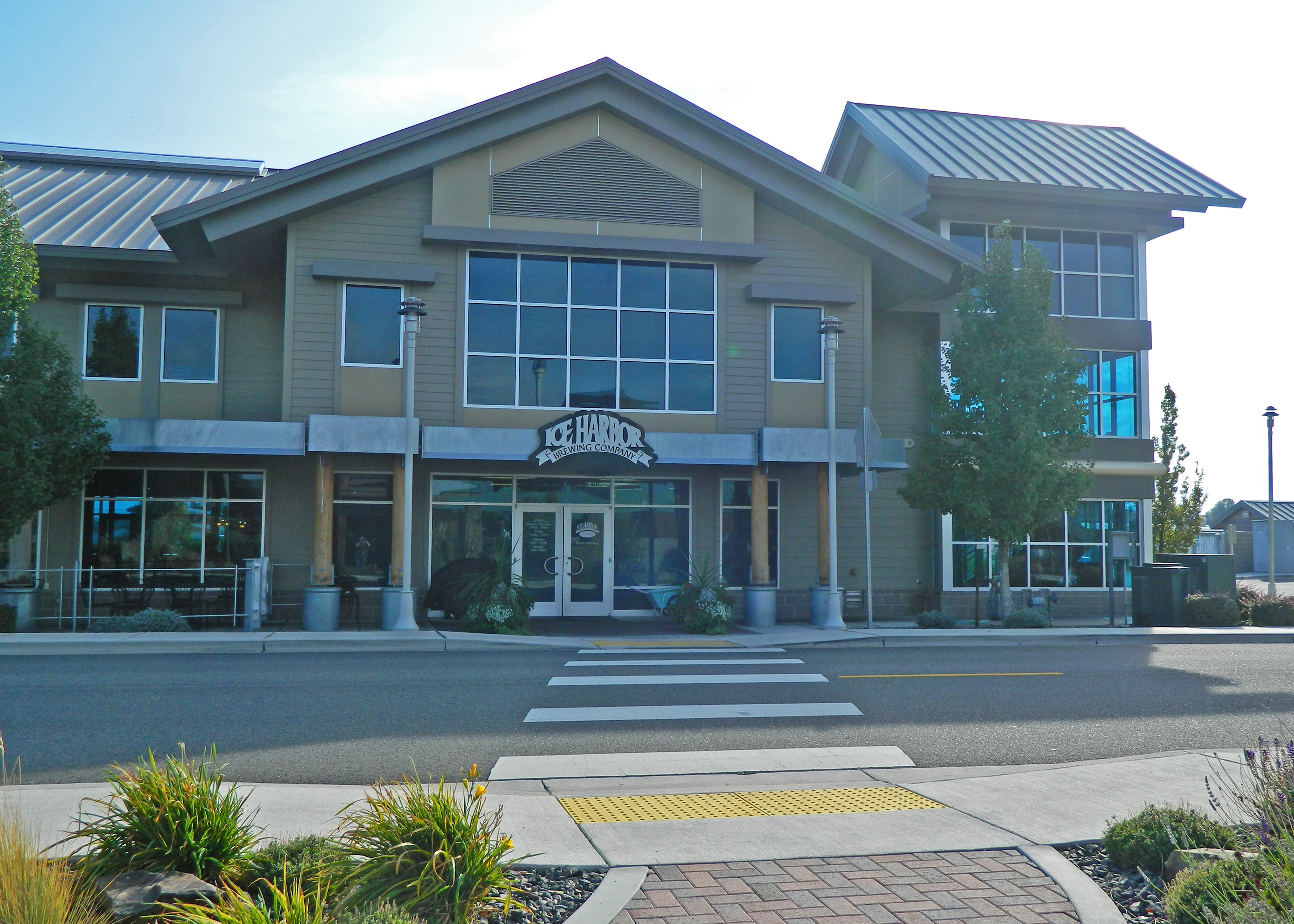
Az Ice Harbor sörfőzde

A régióban több sörfőzde (Ice Harbor Brewery Company, Atomic Ale Brewpub and Eatery és White Bluff Brewing) is működik.
2010-ben az Ice Harbor Sternwheeler Stout, Runaway Red Ale, Indian Pale Ale sörei a Washington Beer Awards bronzérmét nyerték el, míg a Tangerine „ExBEERience” Hefeweizen ezüstérmes lett.
Az 1997-ben megnyílt, richlandi székhelyű Atomic Ale Brew Pub & Eatery a régió legrégebbi sörfőzdéje.

### Termelői piacok
A richlandi termelői piac a június és október közötti péntekeken, a pascói pedig a május és október közötti szerdai és szombati reggeleken nyit ki.
A Benton Street és a Kennewick Avenue sarkán található termelői piac májustól októberig a csütörtöki estéken tart nyitva.

### Más iparágak
A térségben van az SCC North America székhelye, emellett az Amazon.com, az Areva, a Battelle Memorial Institute, a Bruker, a ConAgra Foods, a Fluor Corp., a Kaiser Aluminum, a Lampson Cranes, a Lockheed Martin, a Reser’s Fine Foods, a Tyson Foods, a URS Corporation, a US Cellular, a UniWest és az AECOM is tart fenn itt telephelyet.

## Infrastruktúra

### Egészségügy
A térség kórházai a Kadlec Regional Medical Center, az Our Lady of Lourdes Hospital and Lourdes Medical Center, valamint a Trios Health.

### Könyvtárak
A Mid-Columbia Libraries tizenkét könyvtárat tart fenn a régióban. Az intézményekben közel négyszázezer könyv, film, magazin, e-könyv és hangoskönyv érhető el. A hálózat évente egymillió dollárt költ új kiadványok beszerzésére; Délkelet-Washingtonban itt a legmagasabb az egy főre jutó könyvtári beszerzés értéke.
A Richlandi Közkönyvtárat a városi önkormányzat üzemelteti, az nem a hálózat része.

### Közlekedés
A térség vasúton az Amtrak Empire Builder járatával, míg közúton az I-82-n, az I-182-n, a US-12-n, a US-395-ön, a WA-240-en, valamint a WA-397-en keresztül közelíthető meg.
A körzet tömegközlekedését a Ben Franklin Transit biztosítja. A régióban két repülőtér (Tri-Cities repülőtér és Richlandi repülőtér) található.

## Oktatás

### Közoktatás
A közoktatási intézményeket a városok saját tankerületei üzemeltetik.
A régió felsőoktatási intézményei által finanszírozott Delta regionális gimnázium tudományos képzéseket kínál.
A körzetben több magánintézmény és egyházi iskola is működik.

### Felsőoktatás
A térségben a következő felsőoktatási intézmények működnek:
- A Washingtoni Állami Egyetem (WSU) Tri-Cities kampusza Richlandben található (2000 hallgató)[39]
- A Columbia-medencei Főiskola székhelye Pascóban, míg ápolási iskolája Richlandben van (8000 hallgató)[40]
- A Tri-Tech Skills Center Kennewickben található[41]
- A Charter College pascói telephelyén műszaki és egészségügyi tanulmányokat lehet folytatni[42]
- A Phoenixi Egyetem kennewicki telephelye online oktatást kínál[43]

2005-ben Washington állam a WSU richlandi telephelyének képzési idejét kettőről négy évre emelte; az első alapképzési szakok 2007-ben indultak. A kampuszon a helyi molekuláris kutatólaboratóriummal együttműködésben biotechnológiai, számítástudományi és mérnöki képzés folyik.

## Kultúra

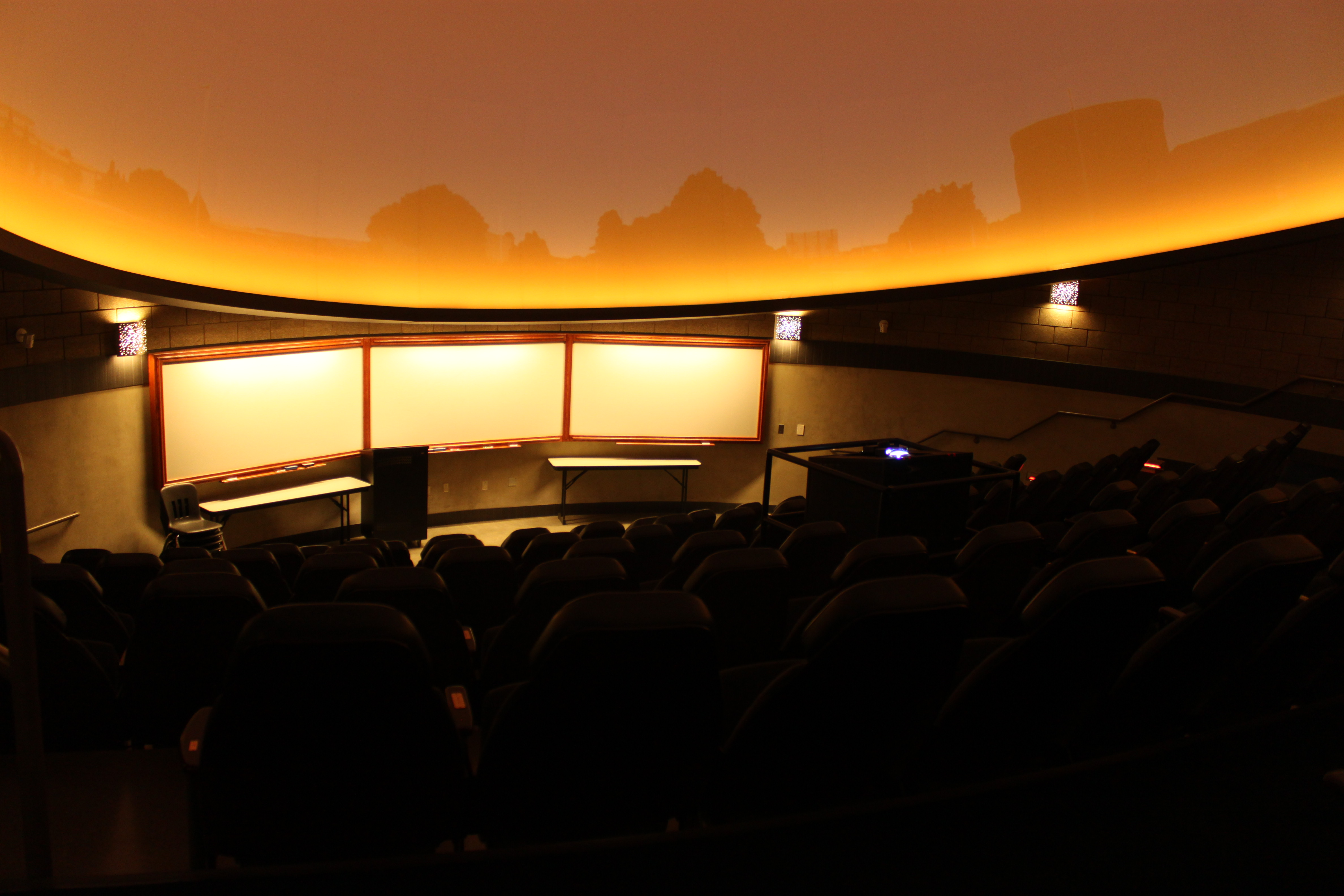
A Bechtel Planetárium nézőtere

A The Village Players (ma The Richland Players) színjátszó csoport 1944-ben jött létre, 1947-től pedig nonprofit szervezetként működik; előadásaikat évente több mint 7500 ember látogatja. A csoport a látásukban korlátozott és hallássérült nézőiknek narrációval segített előadásokat tart.
A Columbia-medencei Főiskola területén elhelyezkedő Bechtel Nemzeti Planetárium 11 méteres kupolája 180 fokos betekintési szöget nyújt. Erin Steinert, a planetárium szakértője szerint a létesítmény Washington állam legnagyobb digitális színháza.

## Sport
A térség jégkorongcsapata a Western Hockey League-ben játszó Tri-City Americans (1988-ig New Westminster Bruins). A 2009–10-es idényben a döntőig jutó csapat székhelye a kennewicki Toyota Center.
A Tri-City Dust Devils (2001-ig Portland Rockies) baseballcsapatnak a pascói Gesa Stadion ad otthont. A csapat a 2007-ben, 2009-ben és 2011-ben részt vett a Northwest League East divíziójának bajnokságán.
A kennewicki Toyota Centerben játszó Tri-Cities Fever rögbicsapat 2005 és 2016 között létezett. A divízióbeli címet, valamint a National Indoor Football League tagjaként bajnokságot is megnyerő csapat 2012-ben megkapta az Indoor Football League Év Franchise-a címet.

## Média
A kennewicki Tri-City Herald napilap a térség minden településén megjelenik. A 2007 óta kiadott tú Decides ingyenes lap angolul és spanyolul is elérhető. A térség üzleti életéről a Tri-Cities Area Journal of Business számol be.
A Nielsen 2017-es felmérése alapján a körzetben és Yakimában 230 950 háztartás rendelkezik televízióval. A régióban a KFFX-TV (Fox Broadcasting Company), KVVK-CD (Univision), KEPR-TV (CBS), KNDU (NBC), KTNW-TV (PBS) és KVEW (ABC) tévécsatornák érhetőek el.
A 2020-as felmérések alapján a legnépszerűbb rádióadók a KORD-FM (country), a KEYW (felnőtt kortárs dalok) és a KFLD-AM (hírek).

## Fordítás
- Ez a szócikk részben vagy egészben  a   Tri-Cities, Washington című angol Wikipédia-szócikk ezen változatának fordításán alapul.  Az eredeti cikk szerkesztőit annak laptörténete sorolja fel. Ez a jelzés csupán a megfogalmazás eredetét és a szerzői jogokat jelzi, nem szolgál a cikkben szereplő információk forrásmegjelöléseként.